# Campoo de Enmedio
Campoo de Enmedio is een gemeente in de Spaanse provincie Cantabrië in de regio Cantabrië met een oppervlakte van 91 km². Campoo de Enmedio telt 3.778 inwoners (1 januari 2016).

## Demografische ontwikkeling
Bron: INE; 1857-2011: volkstellingen